# 清水親春
清水 親春（しみず ちかはる）は、江戸時代末期の長州藩家老。備中高松城の戦いで知られる清水宗治11代の子孫。

## 生涯
文化15年（1818年）3月21日長州藩寄組・清水伊勢親周の子として萩に生まれる。弘化元年（1844年）父親周の家督を継いだ清水信濃元周の婿養子として家督を相続する。安政2年（1855年）分家清水図書信篤の長男親知を養子に迎える。文久3年（1863年）江戸当役（家老）となる。領内長徳寺に郷校慕義場を創立。
元治元年（1865年）、藩内正義派であった嫡子の親知が、禁門の変の責めを負い切腹となり、連座して親春も隠居を命じられた。慶応元年（1865年）に藩内の実権を正義派が掌握すると「隠居帰り」を許されて8月9日に清水家の家督に復帰し、再び家老を務めた。
同年12月、石城山駐屯の第二奇兵隊総督となり、第二次長州征討で幕府軍と戦う。四境戦争では、大島口の挙兵を指揮し勝利を治める）。
明治8年（1875年）2月16日死去。享年58。明治33年（1900年）、婿養子の清水資治（すけはる、熊谷直方の次男）が親春の明治維新への功績により男爵となる。